# سكي فري
سكي فري هي لعبة كمبيوتر تزلج ذات لاعب واحد تم إنشاؤها بواسطة كريس بيري وتم إصدارها مع حزم مايكروسوفت للترفية 3 Microsoft Entertainment Pack 3 لنظام مايكروسوفت ويندوز في أكتوبر 1991. يتحكم اللاعب في متزلج على منحدر جبلي، متجنبًا العقبات أثناء السباق مع الزمن أو أداء الحركات المثيرة لكسب النقاط، اعتمادًا على نمط اللعبة.

## نبذة
لاقت لعبة سكي فري استقبالًا جيدًا عند إصدارها، حيث ركز النقاد على بساطتها ورسوماتها. تم نقل اللعبة إلى ماكنتوش، وبعد سنوات، إلى غيم بوي كولر وآي أو إس. أصدر كريس بيري أيضًا إصدارًا مجانيًا ومحدثًا من ويندوز 32 بت بعد إعادة اكتشاف كود المصدر الأصلي الخاص به. لا تزال لعبة سكي فري تحظى بشعبية بين مجتمع الألعاب وغالبًا ما يتم تذكرها بسبب الرجل الثلجي البغيض، الذي يسعى خلف اللاعب بعد الانتهاء من الجولة كاملة.
في عام 2020، أصدرت مايكروسوفت لعبة Surf ، وهي لعبة مضمنة في مايكروسوفت إيدج مستوحاة بشكل كبير من سكي فري . تمت إضافة جلد شتوي حيث يتزلج فيه اللاعب بدلاً من البحث ويجب أن يركض من الرجل الثلجي البغيض سكي فري الذي اضيف إلى اللعبة في عام 2021.

## اللعب

لقطة شاشة سكاي فري. بينما يوجه اللاعب المتزلج حول الأشجار والصخور، يكون المتزلج على وشك أن يلاحقه وحش الثلج البغيض. تمثل الأشرطة الملونة المنحدرات ، ويحتوي المربع الأيمن العلوي على إحصائيات حول الوقت المنقضي ، والمسافة المقطوعة ، والسرعة الحالية للاعب ، ودرجة "النمط" الخاصة بهم.

سكي فري هي محاكاة رياضية للاعب واحد حيث يستخدم اللاعب لوحة المفاتيح أو الماوس للتحكم في المتزلج من خلال خلفية بيضاء تمثل الثلج على سفح الجبل. الهدف من اللعبة هو التزلج على منحدر لا نهاية له وتجنب العقبات مثل الأشجار، وجذوع الأشجار، الكلاب، إلخ.). يمكن للاعب أيضًا اختيار المشاركة في ثلاثة أوضاع: تعرج، وتعرج حر، وتعرج شجرة. في سباق التعرج، يجب على اللاعبين التزلج بشكل صحيح حول الأعلام في محاولة لإكمال التزلج بأقصر وقت ممكن. يضيف سباق التعرج الشجري عقبات أمام سباق التعرج. في الأسلوب الحر، يتزلج اللاعبون على المنحدرات ويقفزون من المنحدرات أثناء كسب النقاط عن طريق أداء الحركات المثيرة. تُفرض الاستقطاعات عند الاصطدام بالعقبات أو عدم الهبوط بشكل صحيح بعد أداء الحركات المثيرة. عندما يتخطى اللاعب علامة 2000 متر، يظهر الرجل الثلجي البغيض ويبدأ في مطاردة اللاعب، ويلتهمه عند الأمساك به.

## تاريخ
بينما كان كريس بيري، مبتكر سكي فري طالبًا في جامعة Puget Sound ، كتب لعبة نصية بلغة <a href="./%D9%81%D9%88%D8%B1%D8%AA%D8%B1%D8%A7%D9%86" rel="mw:WikiLink">فورتران</a> تسمى سكي ان لنظام تشغيل VAX / VMS ، مستوحاة من لعبة أكتيفجن، أتاري 2600 Skiing . ولاحقًا، بصفته مبرمجًا لشركة مايكروسوفت، كان يكتب أدوات مساعدة للبرمجة تستخدم في تطوير برامج مثل مايكروسوفت وورد ومايكروسوفت إكسل. كان يركز على تطوير أو إس/2 (نظام تشغيل)، ولكن في عام 1991 قرر تعلم البرمجة للإصدار الجديد من ويندوز 3.0 ، وبالتالي ابتكر نسخة جديدة من لعبة التزلج الخاصة به بلغة البرمجة C سي (لغة برمجة)، لتحل محل النص القائم على النص البيئة مع الرسومات. أطلق على اللعبة اسم وِن سكي، وأضاف لها عناصر خيالية قابلة للاستغلال لإظهار وظائف نظام التشغيل الجديد، مثل تلطيخ الثلج باللون الأصفر بعد اصطدامه بالعديد من الكلاب وبعض جذوع الأشجار التي تتحول إلى الفطر عند القفز للخلف.

استندت سكي فريِ على العنوان السابق لكريس بيري ، وهو عبارة عن لعبة VAX / VMS نصية بعنوان سكي. تمثل الخطوط المائلة (^) شكل الأشجار وتمثل الخطوط المائلة اتجاه الزلاجات أثناء دورانها إلى الجانب الأيسر من الشاشة.

على الرغم من أنه طوره على جهاز الكمبيوتر في المنزل لتعليمه وترفيهه، إلا أن سكي وِن جذبت انتباه مدير برنامج حزمة مايكروسفت للترفيه Microsoft Entertainment Pack (MEP) عندما لاحظ أن كريس بيري يلعبها في العمل. في ذلك الوقت، أصبحت أول حزمة ل MEP ناجحة للغاية لدرجة أن فريق MEP كان يصمم حزمتين آخرين. في أكتوبر 1991، قامت مايكروسفت بشحن MEP s 2 و 3 لنظامي التشغيل مايكروسفت 3 و DOS، وقد تم إعادة تسمية الحزمة الأخيرة التي تحتوي على لعبة كريس بيري وتسويقها بواسطة مايكروسفت باسم سكي فري . تم توزيعها على أقراص مرنة مقاس 3.5 بوصة من Verbatim، مجمعة مع حزم من 10 أقراص مرنة فارغة أخرى في أوائل التسعينيات.

### الانتقالات وإعادة الإصدار

في لعبة Surf لعام 2020 من Microsoft ، يتسبب موضوع زمني محدود في مطاردة اللاعب من قبل رجل الثلج البغيض ' سكي فري.

منذ بدايتها، شهدت سكي فري العديد من النتقلات وإعادة الإصدار. ظهرت سكي فري في حزمة أفضل حزم مايكروسفت للترفيه في 1994 وكانت متاحة لأجهزة ماكنتوش. كانت أيضًا واحدة من سبع ألعاب تم تضمينها في عنوان 2000 غيم بوي كولر أفضل حزم مايكروسوفت. في 4 أبريل 2005، أعلن كريس بيري عن إنشاء وإصدار نسخة ويندوز 32 بت من سكي فري على موقعه الإلكتروني مجانًا، بعد إعادة اكتشاف كود مصدر اللعبة في ذلك العام، والذي فقده عندما كان يطور إصدارًا ثانيًا من اللعبة في 1993، مما أدى إلى التخلي عنها لمشاريع أخرى.
في يناير 2013، قامت شركة تطوير الألعاب المحمولة جير سبروت بتطوير وإصدار سكي فري و Rodent 's Revenge لنظام آي أو إس. أصدرت الشركة بالفعل سكييفري، وهي لعبة تزلج بأصول متطابقة. في دستركتويد مقابلة مع المؤسس المشارك لـ جير سبروت، تومي تورنروس، أوضح أن الشركة اتصلت بشركة مايكروسفت بشأن نقل عناوينها، وردت مايكروسفت بأنها «لم تعد تطالب بحقوقها». ومع ذلك، تم حجز علامة سكي فريِ التجارية من قبل كيان غير محدد، مما أدى إلى إصدار سكييفري . انتهت صلاحية علامة سكي فريِ التجارية لاحقًا، وتم تحديث اسم لعبة جير سبروت باسم سكي فري عندما تم إصدارها جنبًا إلى جنب مع لعبة Rodent 's Revenge . تم تضمين سكي فري في معرض ويندوز 3.x وتم تحميلها إلى أرشيف الإنترنت في فبراير 2016، ليصبح العنصر الأكثر شيوعًا على الموقع في غضون أسبوع.
في مايو 2020، أصدرت مايكروسفت لعبة Surf، وهي لعبة مستوحاة من سكي فري في متصفح مايكروسفت أيدج الخاص بها، ويمكن الوصول إليها عن طريق كتابة حافة URL الخاصة: // surf على شريط العناوين. وهو متاح أيضًا عند فصل المتصفح عن الإنترنت، على غرار لعبة كروم الديناصور على جوجل كروم. تحديث 2021 غير اللعبة لتصوير متزلج مطارد من قبل الرجل الثلجي البغيض سكي فري بدلاً من لعبة kraken المعتادة.

## استقبال
عند الإصدار، حصلت سكي فري على محبه واسعه في مجتمع العاب الكمبيوتر. في مراجعتها لعام 1992 لـ MEP s 2 و 3، صنفها ريتشارد مانسفيلد من Game Player's PC Entertainment بشكل إيجابي على أنها «متطورة بصريًا و... مسلية» باعتبارها الحزمة الأولى. بينما صنف كلوتسكي على أنها أفضل الحزم وأشار فقط إلى سكي فري على أنها «محاكاة تزلج بسيطة»، فقد أوصى بجميع الألعاب الستة عشر وأثنى على كل منها للاستفادة من التأثيرات التي «تُظهر الجمال المرئي الذي يمكن أن يجلبه نظام ويندوز إلى الكمبيوتر.»  في مراجعة أخرى عام 1992، وصف باري سيمون من مجلة بي سي رسومات اللعبة بأنها فكاهية و «ليست واسعة النطاق»، وبينما اختار بايب دريم من حزمه الترفيه 2 كلعبة لشرائها كعنوان مستقل، بسعر 5 دولار أمريكي لكل العنوان، أوصى بكلتا الحزم. وصف عالم الكمبيوتر للألعاب Computer Gaming World امتياز MEP بأنه يوفر تجارب ألعاب قصيرة، وأشار إلى ريادته في فئة الألعاب الخفيفة "gaming lite". بحلول سبتمبر 1992، تم بيع أول ثلاثة من حزم MEP ما يزيد عن 500000 نسخة.
تواصل سكي فري تلقي الإشادة من النقاد في المراجعات بأثر رجعي. استشهد بها جوش أوغسطين من مجلة بي سي قيمر كواحدة من ألعابه المفضلة في طفولته. صنفتها ليزا فويلز من مجلة The Escapist انها في المرتبة الأولى على قائمتها لأفضل 5 ألعاب للتزلج / على الجليد، ووصفتها بأنها «كلاسيكية لا يمكن إنكارها». وصف Computer Power User اللعبة بأنها «تطبيق قاتل»، مشيرًا إلى أن سكي فري لم يكن رائدًا بشكل خاص، ولكن كواحد من ألقاب MEP 3، «تميزت عن كانسة الألغام (لعبة فيديو) وترجمات البطاقات واللعبة المتنوعة التي هيمنت على حزم البرامج.»  وصفته بريتاني فينسينت من PC Gamer بأنها لعبة ركض لا نهاية لها، مبررةً أن سكي فري ليس لها نهاية وأن الدورة ستدور إلى أعلى الخريطة عندما يصل اللاعبون إلى القاع. في مقال آخر على PC Gamer يسلط الضوء على تاريخ الأشجار في ألعاب الفيديو، وصف مات إليوت أشجار اللعبة بأنها «شجيرات صغيرة ملتوية» تهدد بإفساد مسار اللاعب. وصف صحفي الألعاب ألفي باون الطريقة التي تتطلب بها ألعاب Windows الشائعة الأخرى التركيز أو الطاقة العقلية، مما أدى إلى سمعة نظام التشغيل من حيث الفائدة والإنتاجية. وعارضها مع سكي فري «الذي عفا عليه الزمن تماما»، وهي «بديل هدام» أكثر عرضية. :97
تركز المراجعات بأثر رجعي لـ سكي فري في كثير من الأحيان على الطبيعة الغامضة لوحش الثلج البغيض. صنفت بنج إدواردز من مجلة PC لعبة سكي فري على أنها الأفضل في MEP 3 بسبب التضمين الفكاهي لـوحش الثلج البغيض. قام جيمس كوزانيتيس من Hardcore Gamer بتصنيفها على أنها رقم 2 على قائمة أفضل 5 ألعاب يتي في قائمة ألعاب الفيديو. رأى أليك مير من حجر، ورقة، بندقية أن الوحش قد غير طابع اللعبة من كونها لعبة رياضية إلى كونها «أخطر رياضة في العالم»، حيث الشرط الوحيد النهائي هو أن يلتهم الوحش المتزلج. لاحظ فينسنت نظريات المعجبين التي تحاول شرح خلفية الوحش، بالإضافة إلى نظريات حول كيفية تجاوزه (بصرف النظر عن الضغط على الزر مفتاحF للإسراع إلى ما بعد الحدود العادية).

## روابط خارجية
- «الصفحة الرئيسية الأكثر رسمية!» - موقع المؤلف كريس بيريه
- SkiFree يمكن أن تقوم مجانا في المتصفح في أرشيف الإنترنت (دوس مربع / ويندوز 3.1 مضاهاة على الإنترنت)